# Arne Jansen

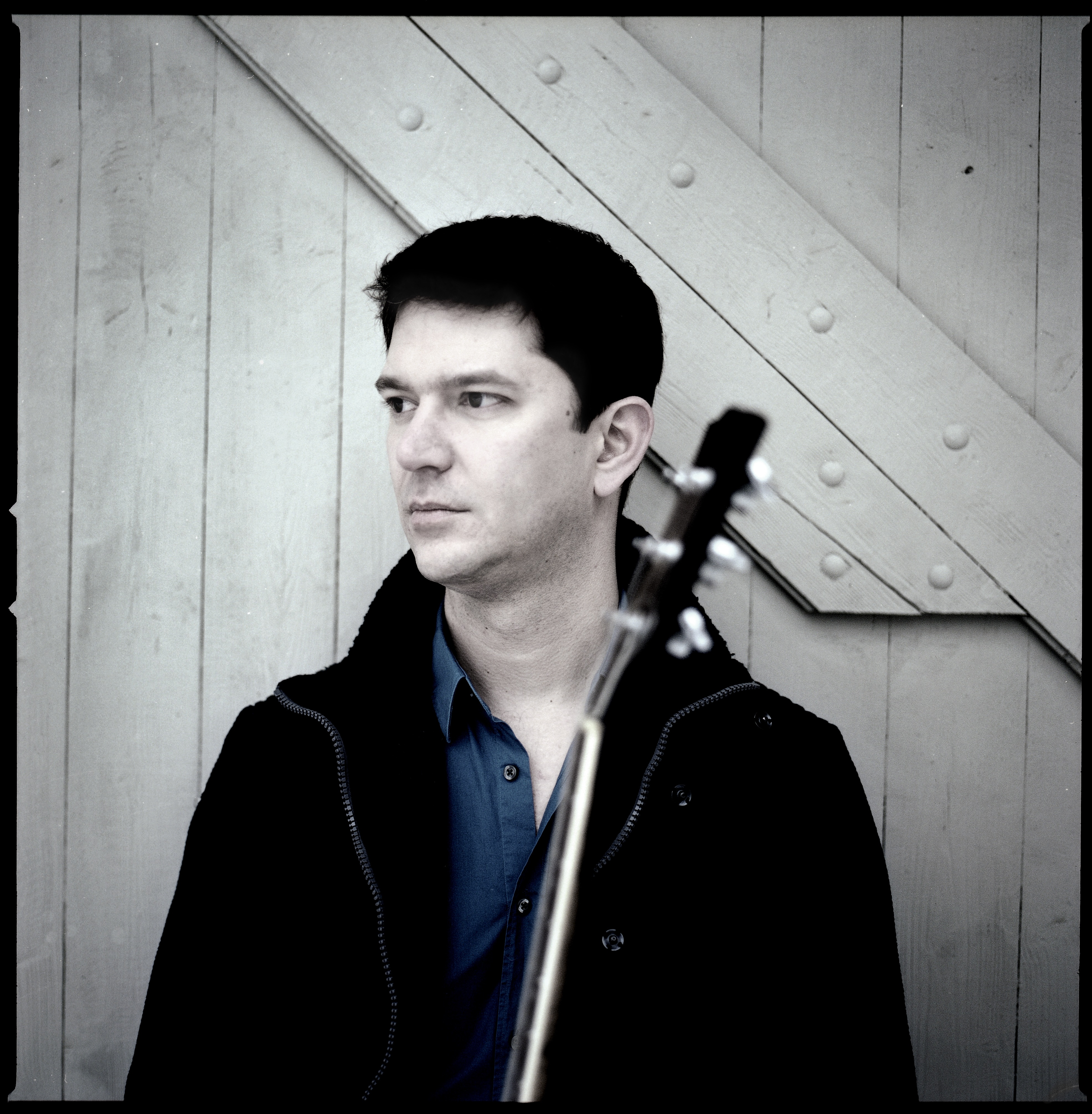

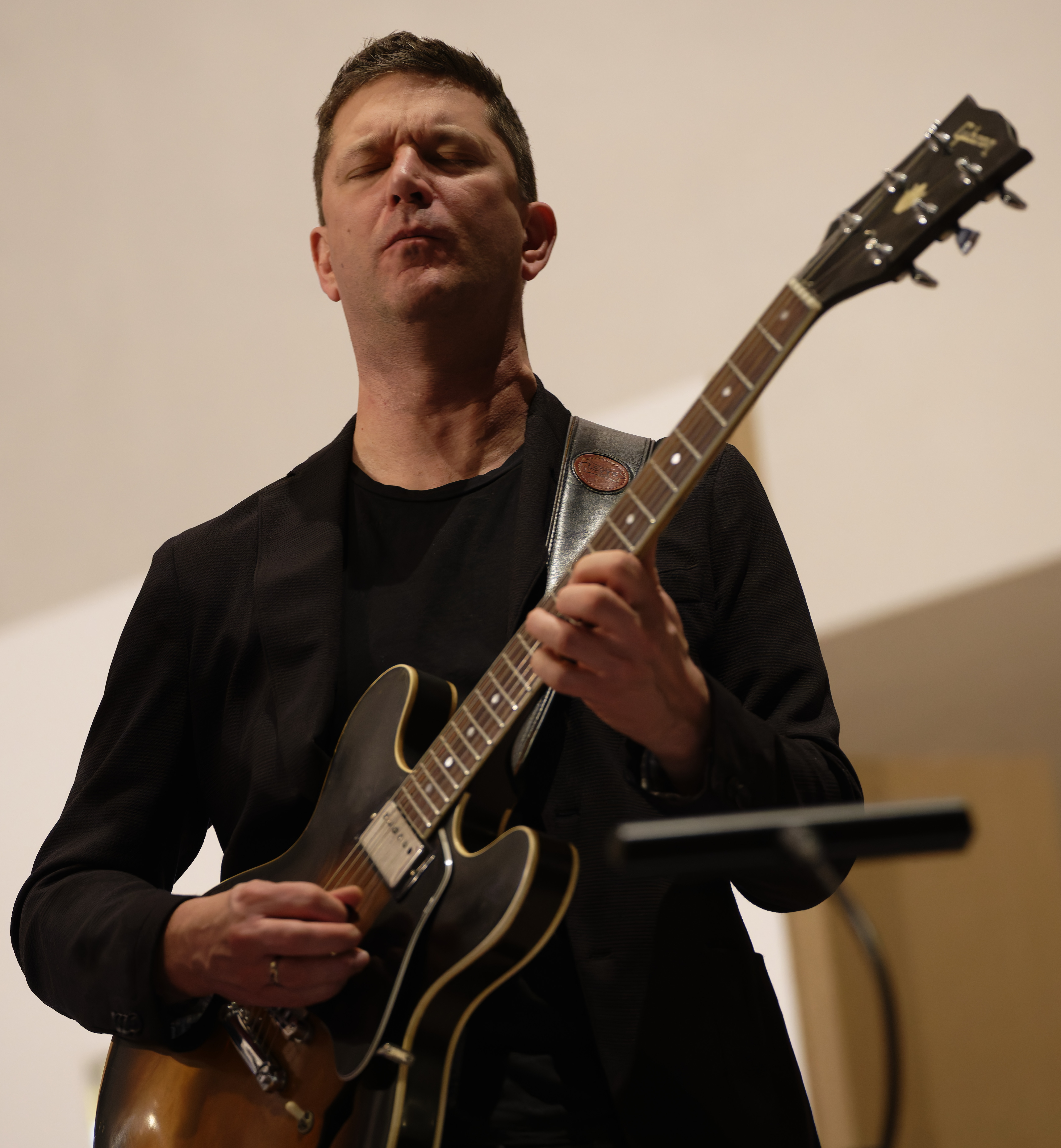
Arne Jansen im Konzert mit Anders Jormin und Uwe Steinmetz in der Stadtkirche Darmstadt am 1. Dezember 2024

Arne Jansen (* 26. November 1975 in Kiel) ist ein deutscher Jazzmusiker (Gitarre, Komposition).

## Leben und Wirken
Jansen studierte von 1996 bis 2001 Jazzgitarre an der Universität der Künste Berlin und wurde u. a. von Jeanfrançois Prins, David Friedman, Sigi Busch und Peter Weniger unterrichtet.
Von 1997 bis 2000 war er Mitglied der Konzertbesetzung des Bundesjazzorchesters (BuJazzO) unter der Leitung von Peter Herbolzheimer, mit dem er auch international auf Tournee war. Er leitete sein eigenes Arne Jansen Trio, mit dem er auch aufnahm, sich beim JazzFest Berlin 2008, Enjoy Jazz 2008, Jazz Baltica 2009 und Jazzahead 2010 präsentierte und Konzertreisen in Usbekistan, Tadschikistan, Turkmenistan und der Ukraine absolvierte. Zudem war er an Aufnahmen von Katja Riemann, Jazzanova oder Nils Wülker beteiligt. Auch spielte er mit u. a. Naked Raven, Markus Stockhausen, David Helbock, Jocelyn B. Smith, Tim Fischer, Gitte Haenning, Fitzwilliam String Quartet, Filmorchester Babelsberg. Weiterhin schrieb er Theatermusiken.

## Preise und Auszeichnungen
Jansen war Preisträger beim Studiowettbewerb 2007 des Berliner Senats mit seinem Trio. Für seine CD The Sleep of Reason - Ode to Goya wurde er 2014 mit dem Echo Jazz ausgezeichnet; 2017 erhielt er für seine CD Nine Firmaments einen Echo Jazz als bester Gitarrist national.

## Diskographische Hinweise
- Firomanum Scope (Traumton 2006, mit Niels Klein, Eva Kruse, Nils Tegen)
- My Tree (Traumton 2008, als Arne Jansen Trio mit  Eva Kruse, Eric Schaefer)
- Younger than That Now (Traumton 2008, mit  Eva Kruse, Eric Schaefer)
- The Sleep of Reason - Ode to Goya (ACT 2013, mit Friedrich Paravicini, Andreas Edelmann, Eric Schaefer)
- Nine Firmaments (Traumton 2016, als Arne Jansen Trio mit Robert Lucaciu und Eric Schaefer)
- The New Cool (ACT 2021, mit David Helbock, Sebastian Studnitzky, Arne Jansen)
- Going Home (Herzog Records 2023, mit Stephan Braun)
- Closer (Warner Music 2024, mit Nils Wülker)
- In Concert (Warner Music 2024, mit Nils Wülker)
- The Pilgrimage (Traumton 2024, mit Anders Jormin, Uwe Steinmetz)